# Segodorejo
Segodorejo is een bestuurslaag in het regentschap Jombang van de provincie Oost-Java, Indonesië. Segodorejo telt 5122 inwoners (volkstelling 2010).